# پولوا
پولوا (به استونیایی: Põlva) یکی از شهرهای کشور استونی است.
این شهر در سال ۲۰۱۱ میلادی ۵٬۷۶۷ نفر جمعیت داشته است.

## نگارخانه

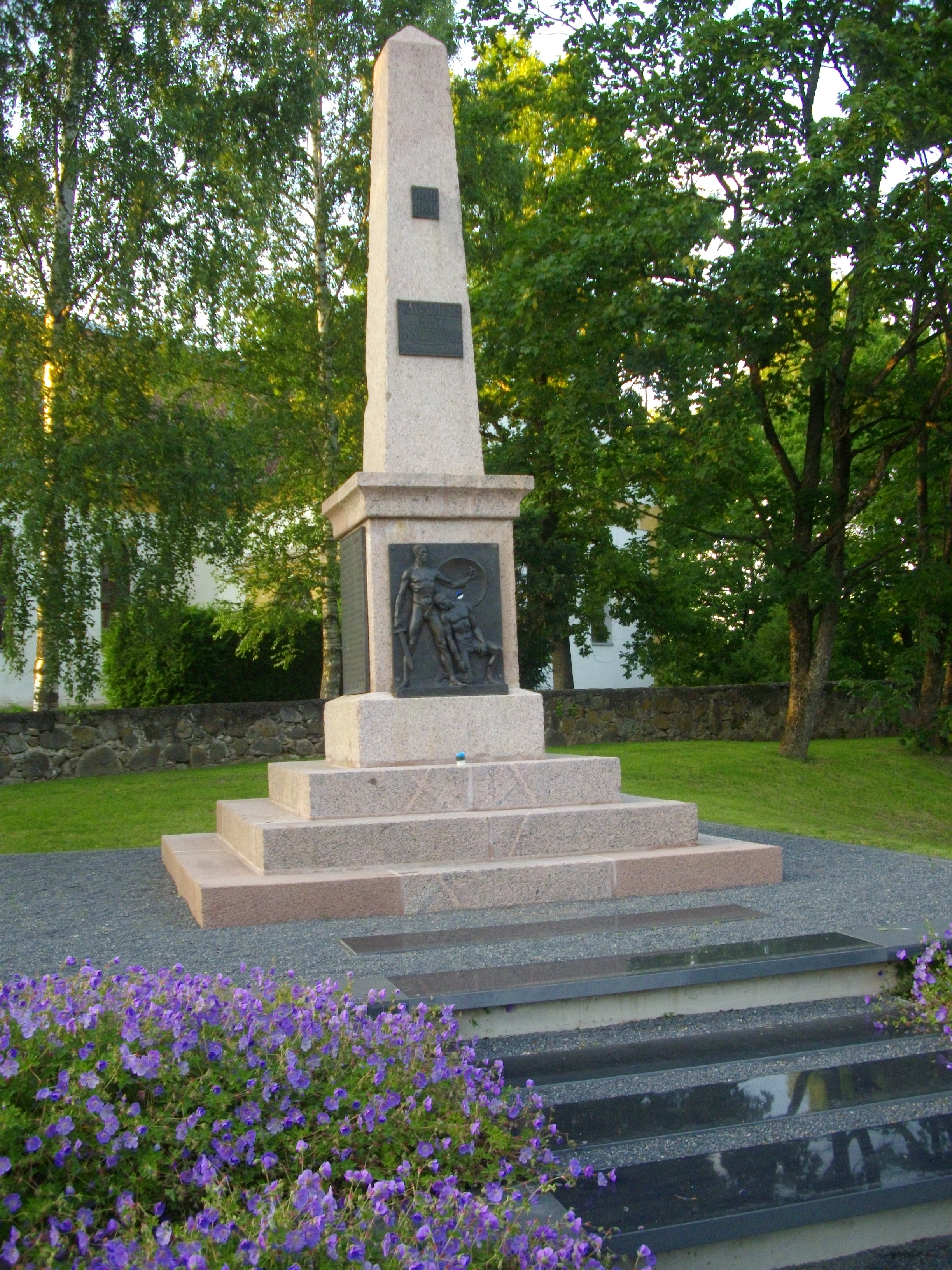
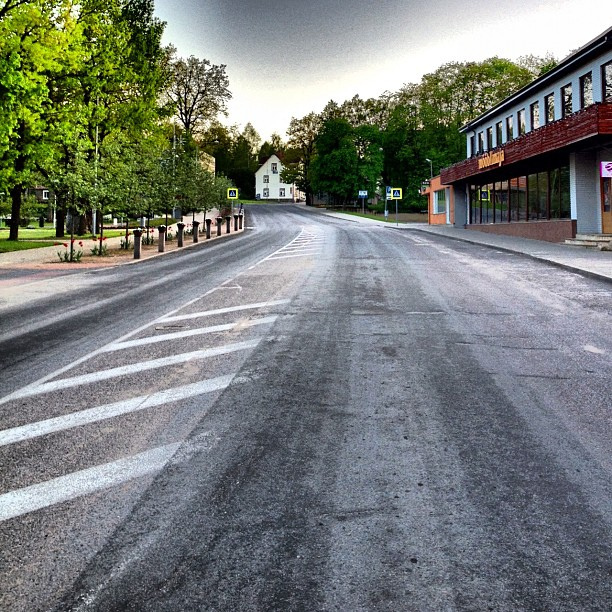
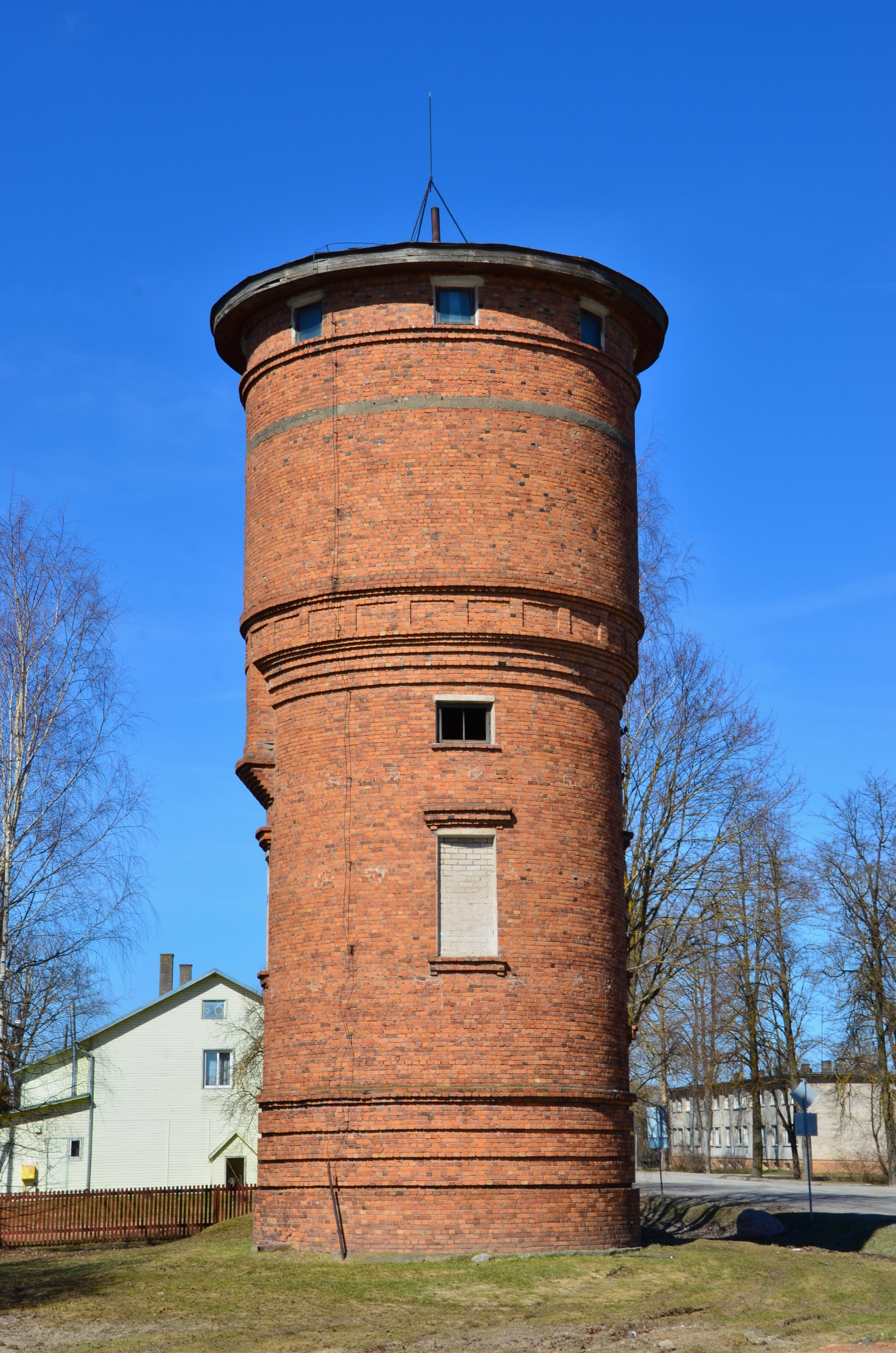
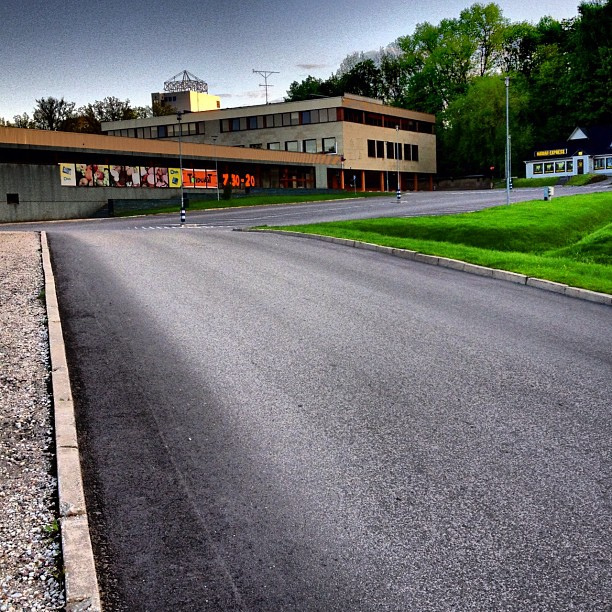